# 慧榮科技
慧榮科技股份有限公司（簡稱：慧榮、英文：Silicon Motion Technology Corp.、英文簡寫：SMI,、NasdaqGS:SIMO），是一家台灣的IC設計公司，總部設於台灣新竹縣竹北市，為亞洲第一家於納斯達克掛牌的IC設計公司；主要產品為NAND快閃記憶體控制晶片，應用於固態硬碟(SSD)、eMMC、記憶卡及隨身碟，其NAND Flash控制晶片於2008至2018期間累積出貨超過60億顆。 。
慧榮的NAND控制晶片以“SMI”品牌、企業級SSD以Shannon Systems品牌、車載及工控嵌入式單晶片儲存方案以FerriSSD、Ferri-eMMC及Ferri-UFS品牌、企業級軟體定義儲存產品以Bigtera品牌推出。

## 歷史
前身為1995年成立於美國加州矽谷的Silicon Motion與1997年成立於台灣新北市的慧亞科技。Silicon Motion當時的主要產品為行動繪圖晶片，慧亞科技產品則為NAND晶片。但後來由於英特爾將北橋晶片與繪圖晶片整合，使得Silicon Motion失去原有之市場，在2002年經漢友創投的牽線，兩家公司於8月合併，合併後中文名稱為慧榮科技，英文名稱為Silicon Motion, Inc.，同時將總部設於台灣新竹縣。並於2005年更名為Silicon Motion Techology Corporation, 並於Nasdaq公開上市。

### 大事記
- 1995年11月：Silicon Motion成立於美國矽谷。[6]
- 1997年4月：慧亞科技（Feiya Technology Corporation）成立於台灣台北。
- 2002年8月：Silicon Motion與慧亞科技合併，並更名為慧榮科技（Silicon Motion, Inc.），同時將合併後的總部設於台灣新竹。
- 2003年6月：於臺證所興櫃掛牌。
- 2005年3月：決定改至美國上市，於開曼群島新設Silicon Motion Techology Corporation，並進行股份轉換，使慧榮科技成為新設公司之百分之百持股子公司，同時申請終止興櫃交易並撤回公開發行。
- 2005年4月：於臺證所終止興櫃掛牌。
- 2005年6月：於納斯達克掛牌上市。[5]
- 2007年4月：以九千萬美金併購韓國射頻IC設計公司Future Communications IC, Inc.（簡稱：FCI）。[7]
- 2012年12月：獲全球半導體聯盟（GSA）2012最佳財務管理公司獎（年營業額小於5億美元組）。[8][9]
- 2015年7月：併購中國PCIe SSD廠商寶存科技（Shannon Systems）。[10]
- 2016年12月：獲全球半導體聯盟（GSA）2016最佳財務管理公司獎（年營業額小於10億美元組）。[11][9]
- 2017年7月：併購大兆科技（Bigtera）。
- 2019年5月：宣布FCI出售給Dialog Semiconductor。[12]
- 2022年5月：邁凌科技（英语：MaxLinear）宣布以每股美國存託憑證(ADS)114.34美元價位併購慧榮，若以邁凌科技在2022年5月4日的收盤價來看，交易對價總額隱含價值為38億美元。[13]

## 產品
（页面存档备份，存于）
| - 快閃記憶體控制晶片 - 固態硬碟控制晶片 - 消費級 - 企業級 - 可攜式 - 車用級 - 行動儲存控制晶片 - UFS - eMMC - 擴充式儲存控制晶片 - 記憶卡 - 隨身碟 | - Ferri嵌入式儲存 - FerriSSD - Ferri-eMMC - Ferri-UFS - Shannon Systems | - 圖形顯示SoC - 嵌入式GPU - USB顯示解決方案 |